# The Black Mamba
The Black Mamba è un gruppo musicale portoghese formato nel 2010 a Lisbona.
Hanno rappresentato il Portogallo all'Eurovision Song Contest 2021 con il brano Love Is on My Side.

## Carriera
Il gruppo è nato nel 2010 con l'incontro tra Pedro Tatanka, Ciro Cruz e Miguel Casais. Il nome trae ispirazione dal loro stile musicale, definito accattivante ed ipnotico, come il mamba nero. Nello stesso anno hanno pubblicato il primo album in studio eponimo. L'anno successivo, oltre ad una prima tournée nazionale del gruppo, hanno preso parte a vari festival internazionali svoltisi nelle città di Filadelfia, Luanda, Madrid, Siviglia, San Paolo e Rio de Janeiro.
Nel 2014 hanno pubblicato il secondo album Dirty Little Brother, registrato e prodotto a New York, che ha visto collaborazioni con artisti come Aurea, António Zambujo e Silk. Il primo singolo estratto dall'album è stato Wonder Why in collaborazione con Aurea. Il disco è stato il loro primo ingresso nella classifica portoghese degli album, dove ha raggiunto la 15ª posizione.
Nel 2015 hanno effettuato una seconda tournée e hanno partecipato a vari festival come il NOS Alive, il NOS Summer Opening, il Festival do Crato e il Festival Marés Vivas di Porto, dove si sono esibiti insieme a Lenny Kravitz, John Legend e Jamie Cullum. Nello stesso anno hanno effettuato una mini tournée anche in Brasile esibendosi al Virada Cultural Festival di San Paolo, al Café dos Prazeres e al Bar Bramha. Dopo la fine del tour brasiliano, il bassista e co-fondatore Ciro Cruz ha abbandonato il gruppo per concentrarsi su nuovi progetti musicali. Tra il 2016 e il 2018 il gruppo ha continuato ad esibirsi in giro per il Portogallo.
Nel 2019, tramite la nuova etichetta La Resistance, hanno pubblicato il terzo album The Mamba King. Per promuovere il nuovo album ha effettuato una mini-tournée internazionale, arrivando ad esibirsi fino ad Amsterdam. L'album è entrato al 5º posto nella classifica portoghese.
Nel 2021 i Black Mamba sono stati confermati come partecipanti a Festival da Canção, il format per la ricerca del rappresentante portoghese all'Eurovision Song Contest 2021, con il brano Love Is on My Side. Nella serata finale della selezione, svoltasi il 6 marzo, sono stati proclamati vincitori, diventando i rappresentanti nazionali sul palco eurovisivo a Rotterdam. Love Is on My Side è il primo brano nella storia della partecipazione lusitana alla manifestazione dal loro debutto nel 1964 ad essere completamente in lingua inglese. Nel maggio successivo, dopo essersi qualificati dalla seconda semifinale, The Black Mamba si sono esibiti nella finale eurovisiva, dove si sono piazzati al 12º posto su 26 partecipanti con 153 punti totalizzati.

## Formazione
Attuale
- Pedro "Tatanka" Caldeira – voce, chitarra
- Miguel Casais – batteria
- Marco Pombinho – tastiera, basso elettrico, organo elettrico
- Rui Pedro "Pity" Vaz – pianoforte
- Guilherme "Gui" Salgueiro – chitarra

Membri precedenti
- Ciro Cruz – basso elettrico

## Discografia

### Album
- 2010 – The Black Mamba
- 2014 – Dirty Little Brother
- 2019 – The Mamba King

### Singoli
- 2012 – If I Ain't You
- 2014 – Wonder Why (feat. Aurea)
- 2016 – Canção de mim mesmo (feat. Boss Ac)
- 2018 – Believe
- 2021 – Love Is on My Side

#### Come featuring
- 2020 – Beautiful Lie (Light Gun Fire feat. The Black Mamba)